# Saint-Aubin-d'Écrosville
Pour les articles homonymes, voir Saint-Aubin.
Saint-Aubin-d'Écrosville est une commune française située dans le département de l'Eure, en région Normandie.

## Géographie

### Localisation
Saint-Aubin-d'Écrosville est un village normand périurbain sitié à vol d'oiseau à 7 km à l'est du Neubourg, 16 km au sud d'Elbeuf, 15 km au sud-ouest de Louviers, 17 km au nord-ouest d'Évreux et 21 km au nord de Conches-en-Ouche.
La commune se trouve dans l'aire d'attraction d'Évreux ainsi que dans sa zone d'emploi, et dans le bassin de vie du Neubourg.

### Communes limitrophes
Les communes limitrophes sont  Cesseville, Crosville-la-Vieille, Ecquetot, Feuguerolles, Graveron-Sémerville, Marbeuf, Quittebeuf, Sainte-Colombe-la-Commanderie, Villettes et Écauville.
| Marbeuf                       | Cesseville                      | Ecquetot               |
| Crosville-la-Vieille          | Saint-Aubin-d'Écrosville        | Villettes              |
| Sainte-Colombe-la-Commanderie | Graveron-Sémerville, Quittebeuf | Feuguerolles Écauville |

### Géologie et relief
La superficie de la commune est de 14,60 km2 ; son altitude varie de 98  à   156 mètres.

### Hydrographie
La commune est située dans le bassin Seine-Normandie. Elle est drainée par le fossé 01 de la commune de Feuguerolles,.
Trois plans d'eau complètent le réseau hydrographique : la mare du Curé (0,21 ha), la mare Rambaud (0,31 ha) et Tiessemare (0,13 ha),.

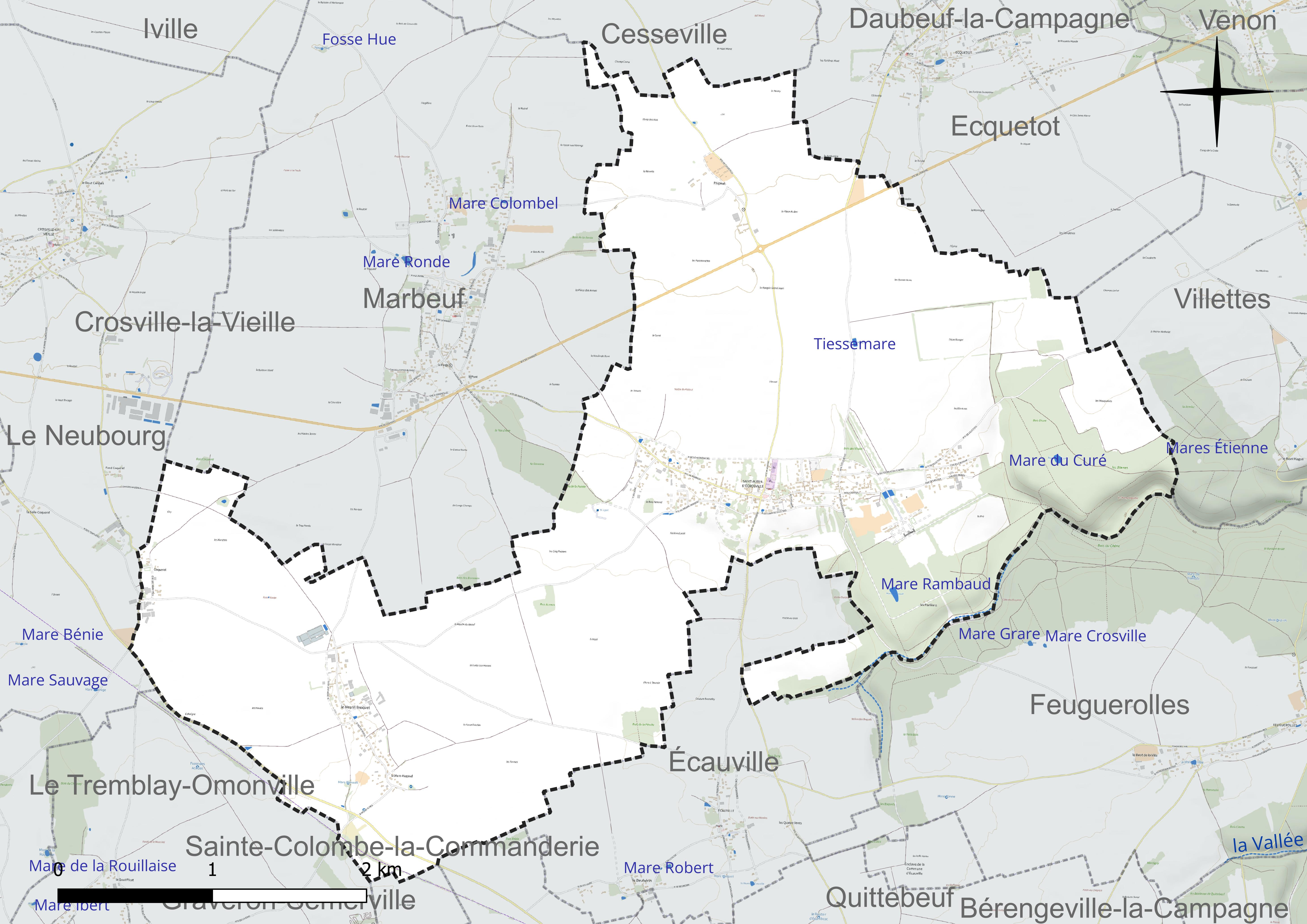
Réseau hydrographique de Saint-Aubin-d'Écrosville.

### Climat
Pour des articles plus généraux, voir Climat de la Normandie et Climat de l'Eure.
En 2010, le climat de la commune est de type climat océanique dégradé des plaines du Centre et du Nord, selon une étude du CNRS s'appuyant sur une série de données couvrant la période 1971-2000. En 2020, Météo-France publie une typologie des climats de la France métropolitaine dans laquelle la commune est exposée à un climat océanique et est dans la région climatique Côtes de la Manche orientale, caractérisée par un faible ensoleillement (1 550 h/an) ; forte humidité de l’air (plus de 20 h/jour avec humidité relative > 80 % en hiver), vents forts fréquents. Parallèlement le GIEC normand, un groupe régional d’experts sur le climat, différencie quant à lui, dans une étude de 2020, trois grands types de climats pour la région Normandie, nuancés à une échelle plus fine par les facteurs géographiques locaux. La commune est, selon ce zonage, exposée à un « climat des plateaux abrités », correspondant aux plaines agricoles de l’Eure, avec une pluviométrie beaucoup plus faible que dans la plaine de Caen en raison du double effet d’abri provoqué par les collines du Bocage normand et par celles qui s’étendent sur un axe du Pays d'Auge au Perche.
Pour la période 1971-2000, la température annuelle moyenne est de 10,3 °C, avec  une amplitude thermique annuelle de 13,5 °C. Le cumul annuel moyen de précipitations est de 723 mm, avec 11,8 jours de précipitations en janvier et 8,4 jours en juillet. Pour la période 1991-2020, la température moyenne annuelle observée sur la station météorologique la plus proche, située sur la commune de Louviers à 15 km à vol d'oiseau, est de 11,8 °C et le cumul annuel moyen de précipitations est de 719,5 mm,. Pour l'avenir, les paramètres climatiques de la commune estimés pour 2050 selon différents scénarios d’émission de gaz à effet de serre sont consultables sur un site dédié publié par Météo-France en novembre 2022.

## Urbanisme

### Typologie
Au 1er janvier 2024, Saint-Aubin-d'Écrosville est catégorisée commune rurale à habitat dispersé, selon la nouvelle grille communale de densité à 7 niveaux définie par l'Insee en 2022.
Elle est située hors unité urbaine. Par ailleurs la commune fait partie de l'aire d'attraction d'Évreux, dont elle est une commune de la couronne,. Cette aire, qui regroupe 108 communes, est catégorisée dans les aires de 50 000 à moins de 200 000 habitants,.

### Occupation des sols

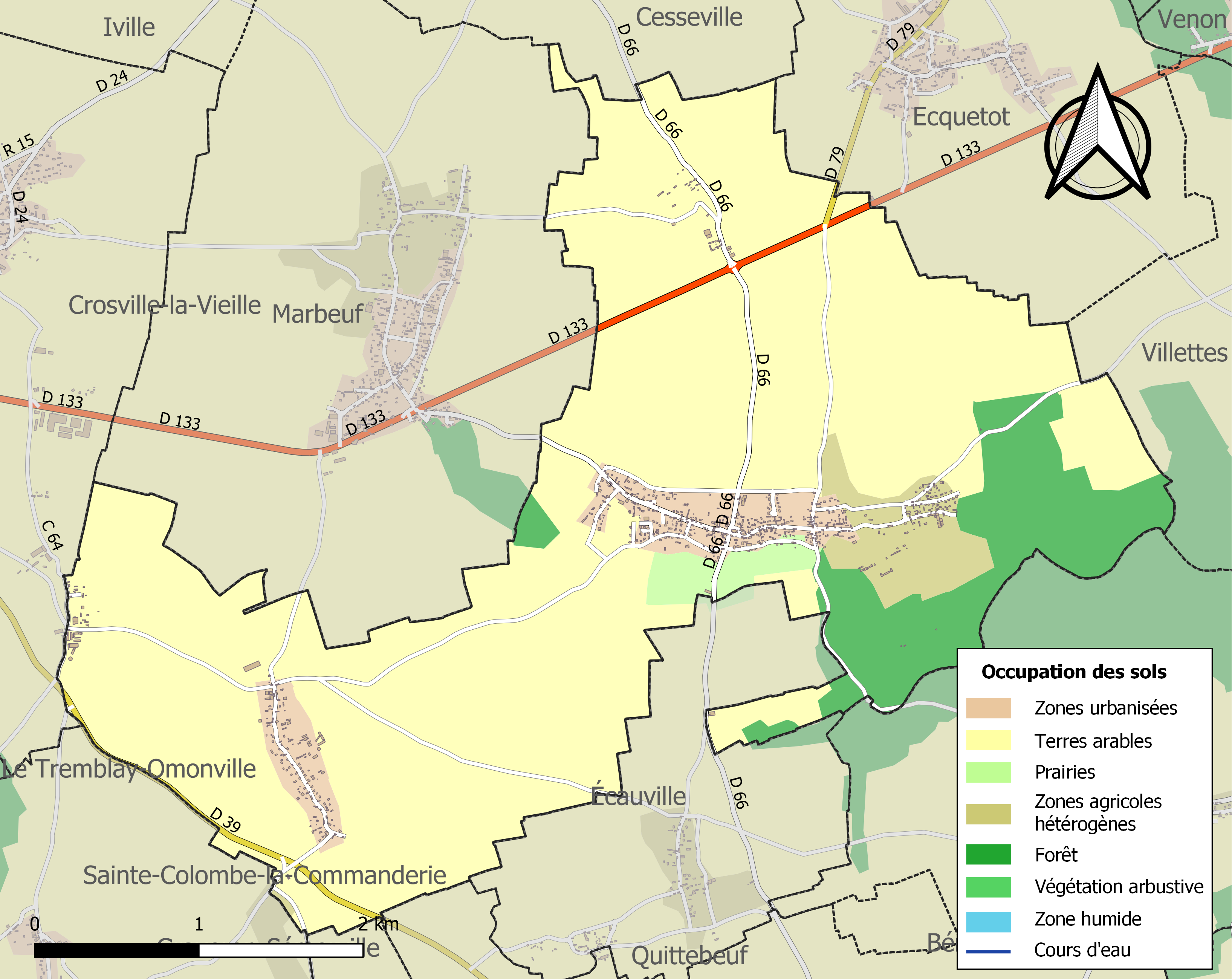
Carte des infrastructures et de l'occupation des sols de la commune en 2018 (CLC).

L'occupation des sols de la commune, telle qu'elle ressort de la base de données européenne d’occupation biophysique des sols Corine Land Cover (CLC), est marquée par l'importance des territoires agricoles (83,8 % en 2018), en diminution par rapport à 1990 (85,5 %).
La répartition détaillée en 2018 est la suivante : terres arables (78,3 %), forêts (10,8 %), zones urbanisées (5,4 %), zones agricoles hétérogènes (3,8 %), prairies (1,7 %).
L'évolution de l’occupation des sols de la commune et de ses infrastructures peut être observée sur les différentes représentations cartographiques du territoire : la carte de Cassini (XVIIIe siècle), la carte d'état-major (1820-1866) et les cartes ou photos aériennes de l'IGN pour la période actuelle (1950 à aujourd'hui).

### Habitat et logement
En 2021, le nombre total de logements dans la commune était de 340, alors qu'il était de 313 en 2016 et de 293 en 2011.
Parmi ces logements, 85,8 % étaient des résidences principales, 11,7 % des résidences secondaires et 2,5 % des logements vacants. Ces logements étaient pour 96,2 % d'entre eux des maisons individuelles et pour 2,9 % des appartements.
Le tableau ci-dessous présente la typologie des logements à Saint-Aubin-d'Écrosville en 2021 en comparaison avec celle de l'Eure et de la France entière. Une caractéristique marquante du parc de logements est ainsi une proportion de résidences secondaires et logements occasionnels (11,7 %) supérieure à celle du département (6,2 %) et à celle de la France entière (9,7 %).
| Typologie                                               | Saint-Aubin-d'Écrosville | Eure | France entière |
| ------------------------------------------------------- | ------------------------ | ---- | -------------- |
| Résidences principales (en %)                           | 85,8                     | 85,8 | 82,2           |
| Résidences secondaires et logements occasionnels (en %) | 11,7                     | 6,2  | 9,7            |
| Logements vacants (en %)                                | 2,5                      | 8    | 8,1            |

## Toponymie
Le nom de la localité est attesté sous les formes Sanctus Albinus et Sanctus Albinus de Crocvilla au XIIe siècle, Sanctus Albinus de Crovilla vers 1196 (charte de Garin, évêque d’Évreux), Saint Aubin d’Escrouville vers 1199 (bulle d’Innocent III), Sanctus Albinus de Crocvilla Richardis en 1234, Sanctus Albinus la Richart en 1253, Sanctus Albinus de Crovilla Richardi en 1254 (cartulaire du Bec), Sanctus Albinus de Crocvilla la Richart en 1292 (cartulaire du chap. d’Évreux), Saint Albin de Croville en 1331 (cartulaire du Bec), Saint Aubin de Crosville en 1469 (monstre), Saint Aubin d’Arseville, Saint Aubin d’Ausseville, Saint Aubin de Roville en 1523 (Recherche de la noblesse), Saint Aubin d’Écrouville en 1781 (Berey, Carte partic. du dioc. de Rouen), Ecrosville la Montagne en 1789, Ecroville en 1793, Saint-Aubin-de-Crosville en 1801, Saint-Aubin-de-Croville en 1839 (L. P.).
Le nom primitif est déterminé par un hagionyme, la paroisse et l'église sont dédiées à saint Aubin.
Ecrosville signifie le domaine de Krókr, nom d'homme scandinave.
Au cours de la Révolution française, la commune porte provisoirement le nom d'Écrosville-la-Montagne.

## Histoire

### Époque contemporaine

#### Les écorchés du docteur Auzoux

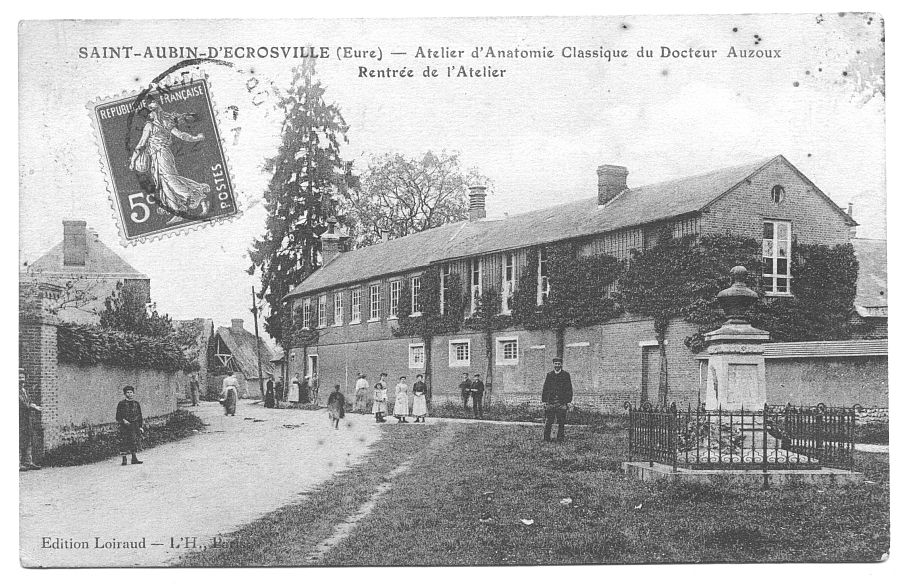
L'atelier d'anatomie du Dr Auzoux au tout début du XXe siècle.

À partir de 1828, le village abrite la fabrique d'écorchés anatomiques en papier mâché du Docteur Louis Auzoux, lui même né à Saint-Aubin en 1797. Répondant à une forte demande, ces modèles pédagogiques d'anatomie humaine, de zoologie et de botanique connaissent bientôt une diffusion internationale. En 1835, le docteur Auzoux emploie cinquante personnes. Dans la seconde moitié du XIXe siècle, le personnel atteindra cent ouvriers. Une partie du travail est réalisée à domicile.
Appliquant les principes paternalistes, le docteur Auzoux fait dispenser des cours du soir aux employés et met en place une caisse mutuelle. Il est par la suite élu maire du village. À sa mort en 1880, l'entreprise est reprise par son neveu. Elle reste en activité jusqu'en 2002.

## Politique et administration

### Rattachements administratifs et électoraux

#### Rattachements administratifs
La commune se trouve depuis 1926 dans l'arrondissement d'Évreux du département de l'Eure.
Elle faisait partie depuis 1793 du canton du Neubourg . Dans le cadre du redécoupage cantonal de 2014 en France, cette circonscription administrative territoriale a disparu, et le canton n'est plus qu'une circonscription électorale.

#### Rattachements électoraux
Pour les élections départementales, la commune fait partie depuis 2014 d'un nouveau canton du Neubourg  porté de 24 à 44 communes.
Pour l'élection des députés, elle fait partie de la deuxième circonscription de l'Eure.

### Intercommunalité
Saint-Aubin-d'Écrosville est membre de la communauté de communes du Pays du Neubourg, un établissement public de coopération intercommunale (EPCI) à fiscalité propre créé en 2000 et auquel la commune a transféré un certain nombre de ses compétences, dans les conditions déterminées par le code général des collectivités territoriales.

### Liste des maires
| Période                                  | Période                       | Identité               | Étiquette | Qualité                                                                               |
| ---------------------------------------- | ----------------------------- | ---------------------- | --------- | ------------------------------------------------------------------------------------- |
| Les données manquantes sont à compléter. |                               |                        |           |                                                                                       |
|                                          |                               |                        |           |                                                                                       |
| avant 1838                               |                               | Pierre Louis Le Bailly |           |                                                                                       |
| 1840                                     |                               | Louis Auzoux           |           | Médecin naturaliste                                                                   |
|                                          |                               |                        |           |                                                                                       |
| 1891                                     |                               | M. Halley              |           |                                                                                       |
|                                          |                               |                        |           |                                                                                       |
|                                          | mars 2001                     | Albert Bouaffre        |           |                                                                                       |
| mars 2001                                | 2014                          | Pierre Maillard        |           | Chef d'entreprise (abattoirs du Neubourg) Vice-président de la CC du Pays du Neubourg |
| 2014                                     | novembre 2024                 | Christiane Deparis     | SE        | Retraitée de la DDAF d'Évreux Chevalière de l'ordre du Mérite agricole Démissionnaire |
| janvier 2025                             | En cours (au 17 janvier 2025) | Thierry Orona          |           |                                                                                       |

## Démographie
L'évolution du nombre d'habitants est connue à travers les recensements de la population effectués dans la commune depuis 1793. Pour les communes de moins de 10 000 habitants, une enquête de recensement portant sur toute la population est réalisée tous les cinq ans, les populations de référence des années intermédiaires étant quant à elles estimées par interpolation ou extrapolation. Pour la commune, le premier recensement exhaustif entrant dans le cadre du nouveau dispositif a été réalisé en 2007.

En 2022, la commune comptait 749 habitants, en évolution de +6,39 % par rapport à 2016 (Eure : −0,25 %, France hors Mayotte : +2,11 %).
| 1793  | 1800  | 1806  | 1821  | 1831  | 1836 | 1841 | 1846 | 1851 |
| ----- | ----- | ----- | ----- | ----- | ---- | ---- | ---- | ---- |
| 1 030 | 1 071 | 1 102 | 1 010 | 1 005 | 918  | 930  | 885  | 854  |

| 1856 | 1861 | 1866 | 1872 | 1876 | 1881 | 1886 | 1891 | 1896 |
| ---- | ---- | ---- | ---- | ---- | ---- | ---- | ---- | ---- |
| 868  | 839  | 778  | 732  | 771  | 758  | 706  | 690  | 657  |

| 1901 | 1906 | 1911 | 1921 | 1926 | 1931 | 1936 | 1946 | 1954 |
| ---- | ---- | ---- | ---- | ---- | ---- | ---- | ---- | ---- |
| 642  | 601  | 609  | 516  | 485  | 463  | 466  | 541  | 528  |

| 1962 | 1968 | 1975 | 1982 | 1990 | 1999 | 2006 | 2007 | 2012 |
| ---- | ---- | ---- | ---- | ---- | ---- | ---- | ---- | ---- |
| 473  | 466  | 521  | 508  | 540  | 563  | 626  | 635  | 674  |

| 2017 | 2022 | - | - | - | - | - | - | - |
| ---- | ---- | - | - | - | - | - | - | - |
| 709  | 749  | - | - | - | - | - | - | - |

## Culture locale et patrimoine

### Lieux et monuments

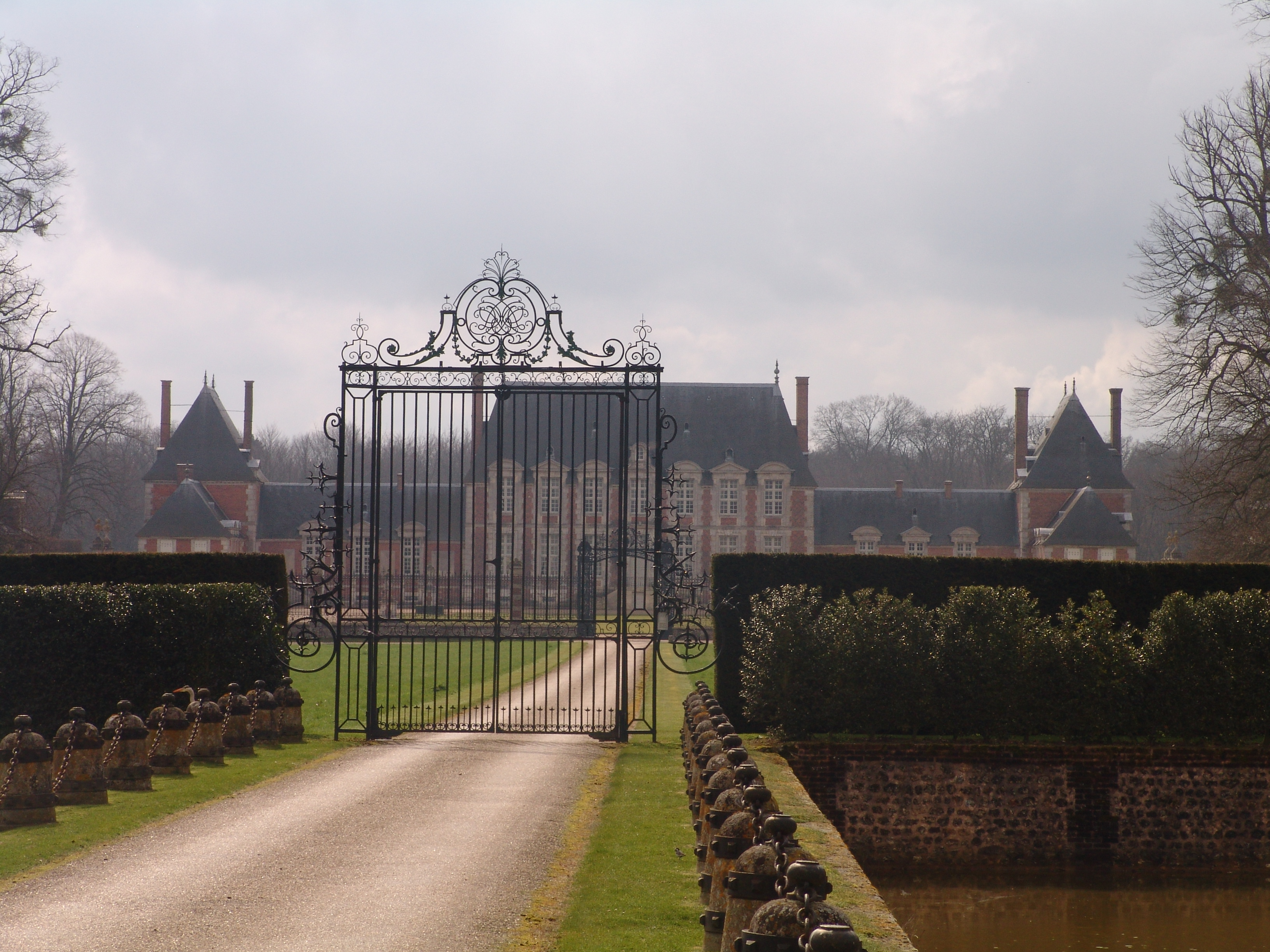
Le château.

La commune abrite deux monuments historiques :
- Le Château de Saint-Aubin-d'Écrosville  Inscrit MH (2001, partiellement)[31]  et son domaine  Classé MH (2004, 2005, partiellement)[32] datent de 1640 ; ils ont été aménagés pour l'une des grandes familles normandes, les Leroux[33]. Le château se compose d'un grand corps de logis, de brique et pierre, et d'ailes plus basses le prolongeant. Il conserve intérieurement des éléments de décor des XVIIe et XIXe siècles. Vendu en 1688 à la famille Pavyot, le domaine appartient toujours aux descendants de cette famille. Vers 1860 (famille Tirebarbe d'Aubermesnil), des transformations importantes ont été réalisées dans la cour d'honneur et de grandes écuries construites par l'architecte Hippolyte Destailleur et le parc transformé. Une partie des grilles provient de la fonderie d'art du Val d'Osne.
Le 4 octobre 1876, y décède l'auteur Henri de La Haye-Jousselin[34],[35]
Depuis 1950, les propriétaires reconstituent le parc tel qu'il était au début du XVIIIe siècle, et créent des jardins pour y présenter des sculptures provenant de Hyères. L'intérieur du château a été inscrit au titre des monuments historiques par arrêté du 14 décembre 2001 et le domaine a été classé par arrêté du 20 octobre 2004[36].
- L'église Saint-Aubin  Inscrit MH (1927)[37], de style Renaissance.

### Patrimoine naturel

#### Site inscrit
- L'if de l'ancien cimetière  Site inscrit (1932)[38].

### Personnalités liées à la commune
- Louis Auzoux (Saint-Aubin-d'Écrosville, 1797 - Paris, 1880), médecin, créateur de modèles anatomiques utilisés dans l'enseignement, est inhumé dans sa commune de naissance.
- Eugène-Étienne-César Anisson du Péron (1818-1864), sous-préfet en poste à Louviers, y est mort. A habité pendant 14 ans le château local (gendre de Mme d'Aubermesnil).